# Shelly-Ann Fraser-Pryce
Shelly-Ann Fraser-Pryce (Kingston, 1986. december 27. –) olimpiai és világbajnok jamaicai atlétanő, futó. 10,60-as időeredményével a százméteres síkfutás harmadik leggyorsabbja a nők között.

## Pályafutása
Első jelentős nemzetközi sikerét a 2007-es oszakai világbajnokságon érte el, ahol tagja volt hazája ezüstérmes négyszer százas váltójának. Fraser csak az előfutamban segítette a csapatot, a döntőben már Veronica Campbell futott helyette; ettől függetlenül őt is ezüstérmesként tartják számon.

### 2008-as olimpiai játékok
Pekingben szerepelt első alkalommal az olimpiai játékokon. Könnyedén jutott túl az előfutamokon és a negyeddöntőn, majd az elődöntőből 11,00-dal, leggyorsabbként kvalifikálta magát a döntőbe száz méteren. A döntőt 10,78-as új egyéni csúccsal nyerte és lett a − női − szám első jamaicai olimpiai bajnoka. Mögötte két honfitársa, Sherone Simpson és Kerron Stewart azonos időeredménnyel, 0,2 másodperces hátránnyal másodikként futottak be. Ők mind a ketten megkapták az ezüstérmet, a szám dobogójára pedig így három jamaicai állhatott fel, egy arany- és két ezüstéremmel.
Indult a négyszer százas váltóversenyen is. Miután az amerikai váltót az első körben kizárták, magasan a legesélyesebbjei lettek a számnak. Sheri-Ann Brooks, Aleen Bailey és Veronica Campbell-Brown társaként, 42,24-dal leggyorsabbként jutott be a döntőbe, ahol Baily és Brooks helyén futó Kerron Stewart és Sherone Simpson hibázott a bot átadásánál, így kiestek a versenyből.

### 2009-es berlini világbajnokság

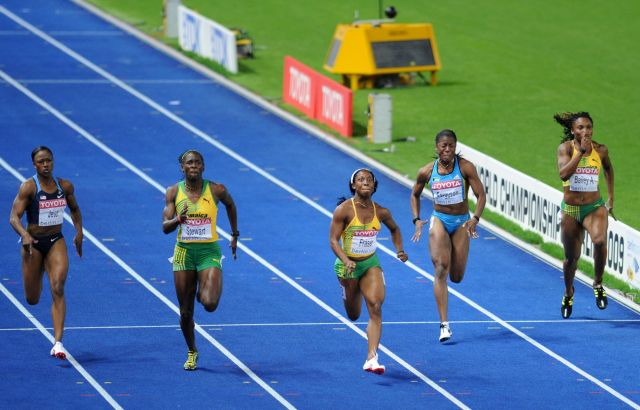
A 2009-es világbajnokságon, a száz méteres síkfutás döntőjében (középen)

Pekingi sikere után nagy esélyesként indult a 2009-es világbajnokságon. Százon aranyérmes lett, a döntőben 10,73-dal új egyéni csúccsal, amely a valaha futott negyedik legjobb női eredmény a távon, egyben jamaicai rekord is. Ezzel együtt is mindössze 0,02 másodperces előnyben ért célba honfitársa, Kerron Stewart előtt.
Napokkal később Bailey, Stewart és Simone Facey társaként a négyszer százas váltófutás döntőjében is világbajnoki címet nyert. Váltójuk 42,06-dal teljesítette a döntő távját, és győzött a bahamai, valamint a német váltó előtt.

### Eltiltása
2010. május 23-án a sanghaji Gyémánt Liga-versenyen pozitív doppingtesztet produkált; mintájában oxikodont találtak. Állítólag egy nagyon erős fájdalomcsillapító okozta az eredményt, amelyet fogfájása miatt vett be. A gyógyszert a sanghaji rendezőktől kapta, azonban nem jelentette be hivatalosan a használatát, így vétett a szabályok ellen, és októberben hat hónapos eltiltást kapott.

## Egyéni legjobbjai
| Versenyszám          | Időeredmény | Szélsebesség | Helyszín | Dátum               |
| -------------------- | ----------- | ------------ | -------- | ------------------- |
| 100 méteres síkfutás | 10,60       | +1,7 m/s     | Lausanne | 2021. augusztus 26. |
| 200 méteres síkfutás | 21,79       | +0,8 m/s     | Kingston | 2021. június 27.    |

## Magánélete
2011. január 7-én feleségül ment Jason Pryce-hoz.